# Ditmar Jakobs
Ditmar Jakobs est un footballeur allemand né le 25 août 1953 à Oberhausen. Il évoluait au poste de défenseur.

## Carrière
- 1971-1973 : Rot-Weiss Oberhausen  Allemagne
- 1974-1977 : TeBe Berlin  Allemagne
- 1977-1979 : MSV Duisbourg  Allemagne
- 1979-1990 : Hambourg SV  Allemagne[1]

## Palmarès
- 20 sélections et 1 but en équipe d'Allemagne entre 1980 et 1986
- Finaliste de la Coupe du monde 1986 avec l'Allemagne
- Vainqueur de la Coupe d'Europe des clubs Champions en 1983 avec Hambourg
- Finaliste de la Coupe d'Europe des clubs Champions en 1980 avec Hambourg
- Finaliste de la Coupe de l'UEFA en 1982 avec Hambourg
- Champion d'Allemagne en 1982 et 1983 avec Hambourg
- Vice-Champion d'Allemagne en 1980, 1981, 1984 et 1987 avec Hambourg
- Vainqueur de la Coupe d'Allemagne en 1987 avec Hambourg
- Finaliste de la Supercoupe d'Allemagne : 1987